# والتر بوث
گئورگ ویلهلم والتر بوث (به آلمانی: Walther Wilhelm Georg Bothe) (زاده ۸ ژانویه ۱۸۹۱ در ارانینبرگ - درگذشته ۸ فوریه ۱۹۵۷ در هایدلبرگ) فیزیک‌دان آلمانی است که در ۱۹۵۴ به همراه ماکس بورن برای ارائه روش تطابق و کشفهایش با بکارگیری این روش برنده جایزه نوبل فیزیک شد.
او از سال ۱۹۱۴ در طول جنگ جهانی اول در ارتش خدمت کرده‌است، و به اسارت روس‌ها درآمد. او در سال ۱۹۲۰ به آلمان بازگشت و کار خود را به روی اعمال روش‌های تصادفی برای مطالعه واکنش‌های هسته‌ای، اثر کامپتون، پرتوهای کیهانی، و دوگانگی موج ذره از تابش ادامه داد که موجب دریافت جایزه نوبل فیزیک برای او شد.